# 윤수현의 천태만상
《윤수현의 천태만상》은 SBS 러브FM(수도권 FM 103.5㎒)에서 매주 평일 오후 2시 20분부터 오후 4시까지, 주말 오후 2시 5분부터 오후 4시 방송되었었던 대중음악, 연예오락 전문 라디오 프로그램이다. 《나르샤의 아브라카다브라》 후속으로 신설되었다. 2024년 7월 21일 자로 2년 만에 폐지되었다.

## DJ
- 가수 윤수현 (여)

## 코너
매일 코너
- 평일 : 트롯 열차
- 주말 : 1+1 찰떡 트롯

요일별 코너
- 월요일 : 꼬리에 꼬리를 무는 선곡 대결
- 화요일 : 특별손님과 함께 달리는 열차
- 수요일 : 퀴즈를 싣고 달리는 열차 (트롯 퀴즈쇼)
- 목요일 : 열 받은 분들께 위로를 드리는 열차 (트롯테라피)
- 금요일 : 사랑을 전하는 열차 (라디오 프러포즈)
- 토요일 : 알.쓸.트.잡 G.알고보니 혼수상태 / 모두의 신청곡
- 일요일 : 트로트가 나는 좋아요 트.좋아 / 윤수현이 쏜다!

## 지역 방송국 프로그램
| 방송국     | 방송 권역           | 프로그램               | 방송 시간                                                   |
| ---------- | ------------------- | ---------------------- | ----------------------------------------------------------- |
| KNN 러브FM | 부산광역시 경상남도 | 라기오의 딱좋은 라디오 | 매주 평일 오후 2시 20분 ~ 오후 4시 주말 오후 2시 ~ 오후 4시 |

## 청취 가능 지역
현재 이 프로그램은 수도권에서만 라디오를 통해 청취가 가능하며, 다른 지역에서는 SBS 홈페이지의 러브FM 실시간 듣기 또는 인터넷 라디오 고릴라를 통해서만 청취가 가능하다.

## 같이 보기
- 대중음악
- 연예오락